# Chile világörökségi helyszínei
Chile  területéről 2021. augusztusig hét helyszín került fel a világörökségi listára, további tizennyolc helyszín a javaslati listán várakozik a felvételre. 
| | Rapa Nui Nemzeti Park (Húsvét-szigetek) |
| 1995 |                                         |
| Kulturális (I)(III)(V) |                                         |
| Védett terület: 6666 ha, hivatkozás: 715 |                                         |
| A bennszülöttek nyelvén Rapa Nui-nak nevezett, mindössze 164 négyzetkilométeres Húsvét-sziget a Csendes-óceán közepén, a dél-amerikai szárazföldtől 3700, Polinéziától pedig 4300 kilométerre helyezkedik el, és csak az i. sz. 4. században népesült be. Az itt élők külső befolyástól mentes monumentális szobrászati és építészeti alkotásokat hoztak létre, a 10. és a 16. század között szentélyeket és moai néven ismert kőszobrokat állítottak fel. A korlátozott földterület folyamatos viszályokhoz vezetett, ami a 16. században két csoport közötti háborúskodásban, majd 1680-ban a szent helyek lerombolásában érte el csúcspontját. A szigetet holland hajósok 1722 húsvét vasárnapján fedezték fel és 1888-tól tartozik Chiléhez. A sziget leghíresebb régészeti jellegzetességei a több száz, akár tíz méteres magasságot is elérő tufából faragott moaik amelyek általában sorban helyezkednek el a part mentén téglalap alakú emelvényeken. Az emelvények egy része alatt sírhelyeket tártak fel. A szobrok alakjában és méretében fejlődés nyomai mutathatók ki a korábbi kisméretű kerek fejű szobroktól a későbbi nyújtott formájú nagy gonddal kifaragott alkotásokig. |                                         |

| | Chiloé fatemplomai |
| 2000, kisebb módosítás: 2019 |                    |
| Kulturális (II)(III) |                    |
| Védett terület: 14 ha, hivatkozás: 971 |                    |
| Chiloé szigetén a jezsuiták 1567-ben kezdtek hittérítő tevékenységbe amelyet 1767-es elűzésük után ferences rendi szerzetesek folytattak. Tevékenységük eredményeképp főleg a 17. és a 18. században, de egészen a 19. század végéig több mint száz fatemplomot építettek. A fennmaradó ötven templomból tizennégy tartozik a világörökségi helyszínhez. Az épületek partközeli magaslatokon állnak, legtöbbjük ciprusfából épült. Kialakításuk egyforma építészeti stílust követ, ami egyedi módon ötvözi az európai és a helyi építészeti hagyományokat. Homlokzatuk egy szélesebb utcára néz, falaikat színesre festett fazsindellyel borították, amelyet faragványokkal díszítettek. A régebbi templomok jellegzetes eleme a torony felőli oldalon álló díszített bejárat, amely fölött egy háromszög alakú oromfal található. Hat- vagy nyolcszögletű, így a szélnek jobban ellenálló tornyaik két- vagy háromszintesek. Az épületek belseje európai mintákat követ a nagyobb templomok háromhajós elrendezésűek. A nyeregtetős, kocka jellegű templomok egy részénél a belső teret festett falakkal és mennyezettel díszítették. |                    |

| | Valparaíso kikötővárosának történelmi negyede |
| 2003 |                                               |
| Kulturális (III) |                                               |
| Védett terület: 23,2 ha, puffer zóna: 44,5 ha, hivatkozás: 959 |                                               |
| Valparaisóban, Chile második legnagyobb városában nyomon követhető Latin-Amerika 19. századi, városi építészetének fejlődése. A 16. században alapított település a 19. században az Európával történő intenzív kereskedelem, főként búza-, réz- és salétromkivitel következtében gazdagodott meg. A történelmi negyed egy öböl menti keskeny parti sávból négy nagy földteraszból és több dombból áll, ebbe az amfiteátrum jellegű környezetbe simul bele a településszerkezet. A domboldalakon való közlekedést felvonókkal és liftekkel segítik, a „Fogantatás” névre keresztelt legkorábbi felvonót 1883-ban avatták fel. Az élénk színűre festett felvonók általában két kocsiból állnak és egyszerre közlekednek mindkét irányba. A dombokon templomokat is emeltek, közülük legfontosabb a La Matriz-templom, a város alapító temploma, amit a földrengések és a kalózok pusztításai miatt eddig négyszer építettek újjá. A 19. században feltűnő színekre festett lakóházak jelentős részébe európai bevándorlók költöztek be. |                                               |

| | Humberstone és Santa Laura Salétrom Művek |
| 2005, kisebb módosítások: 2011, 2019 |                                           |
| A veszélyeztetett világörökségi helyszínek listáján volt 2005 és 2019 között |                                           |
| Kulturális (II)(III)(IV) |                                           |
| Védett terület: 573,4 ha, puffer zóna: 1826,4 ha, hivatkozás: 1178 |                                           |
| A Humberstone és Santa Laura Salétrom Művek több mint kétszáz gyárat foglalnak magukba Észak-Chilében a Parti-Kordillerák és a Magas-Kordillerák közti medencében. Itt terülnek el a világ legnagyobb salétrommezői ahonnan a kitermelt salétrom nagy részét exportálták. Az iparág 1880 és 1940 között élte virágkorát, amikor az innen származó alapanyagból gyártott műtrágya nagymértékben átalakította Európa és Amerika mezőgazdaságát. 1940 után a mesterséges salétrom elterjedésekor a terület elvesztette jelentőségét. Az itt dolgozó munkások Peruból, Bolíviából és Chiléből érkeztek, városokba tömörültek és kialakították egyedi, úgynevezett pampinos kultúrájukat, ami nyelvükben. kreativitásukban és összetartásukban nyilvánult meg. A rendkívül rossz élet- és munkakörülmények arra ösztönözték az itt élőket, hogy harcoljanak a társadalmi igazságtalanságok ellen, és ez nagy hatással volt az ország társadalomtörténetére is. Az időjárás romboló hatása és a fosztogatások miatt a mára már elhagyatott gyártelepek romos állapotban vannak és teljesen lakatlanok. A helyszín az épületek romos állapota és a fosztogatások miatt 2005-ben felkerült a Veszélyeztetett világörökségi helyszínek listájára. Később, az UNESCO Világörökség Bizottsága 43. ülésszakán (2019. június 30. – július 10.) törölték a listáról. |                                           |

| | Sewell bányászváros |
| 2006 |                     |
| Kulturális (II) |                     |
| Védett terület: 17,2 ha, puffer zóna: 33 ha, hivatkozás: 1214 |                     |
| A Santiago de Chilétől 100 kilométerre délkeletre található, ma is működő El Teniente rézbánya közelében fekvő Sewell bányászvárosát a Braden rézvállalat alapította 1905-ben. A bánya, a világ eddigi legnagyobb rézbányája 14 emelet mélyen nyúlik az Andokba. A 2000 méteres magasságban, szélsőséges éghajlati környezetben fekvő települést a vállalat elnökéről Barto Sewellről nevezték el. A város a Cerro Negro hegyen fekszik, autók által megközelíthetetlen, meredek területen, és egyetlen közlekedési eszközzel, vasúttal rendelkezik. A településen belül nem épültek utak, a lakók vasútállomásnál kezdődő központi lépcsőháztól induló ösvényeken közlekedtek. A fákkal és más növényekkel díszített négyzetes területek alkották a közösségi tereket, amerikai tervek alapján épített fából készült, gerendavázas lakóházaikat élénk színűre, pirosra, sárgára, kékre és zöldre festették. A világörökségi helyszínhez lakóházak, egy kórház, egy katolikus templom, egy mozi, egy színház és egy iskola tartozik. A településnek fénykorában 15000 lakosa volt, az 1970-es évekre azonban majdnem teljesen elnéptelenedett. |                     |

| | Qhapac Ñan - inka úthálózat |
| Argentína, Bolívia, Chile, Ecuador, Kolumbia és Peru közös világörökségi helyszíne |                             |
| 2014 |                             |
| Kulturális (II)(III)(IV)(VI) |                             |
| Védett terület: 11 407 ha, puffer zóna: 663 070 ha, hivatkozás: 1459 |                             |
| Az Andoki útrendszer hat ország, Argentína, Bolívia, Chile, Ecuador, Kolumbia és Peru közös világörökségi helyszíne. Ez egy kiterjedt, kommunikációs, kereskedelmi és védelmi célokra létrehozott, összességében több mint 30 ezer kilométer hosszú úthálózat. A prehispán közösségek által több évszázadon keresztül létrehozott útrendszer az Inka Birodalom hatalmának megszilárdításakor, a 15. században érte el legnagyobb kiterjedését. Ekkor keresztbe és hosszába is behálózta az Andok vidékét. Az úthálózat négy főúton alapul, amelyek Cuzcoból, az Inka Birodalom fővárosából indultak ki. A négy főutat alacsonyabb rendű utak alrendszerével kapcsolták egymáshoz. Az útrendszer a birodalom számára létfontosságú volt, egymástól nagy távolságra fekvő falvakat, városokat, vallási központokat és ipari tevékenységet folytató helyeket kötött össze. Az út egy 616 kilométeres szakaszán található 308 régészeti lelőhelyen az inka építészet és mérnöki teljesítmény kiemelkedő példáit tárták fel. Az útvonal egyes részeire szélsőséges körülmények jellemzők, ezek hóval borított, 6000 méter fölötti hegyvidékek, sivatagos területek, trópusi esőerdők, így az útrendszer kialakításához a kor legmagasabb szintű mérnöki teljesítményére volt szükség. |                             |

| | A Chinchorro-kultúra régészeti helyszínei |
| 2021 |                                           |
| Kulturális (III)(V) |                                           |
| Védett terület: 364,05 ha, puffer zóna: 672,31 ha, hivatkozás: 1634 |                                           |
| A helyszín három fő részből áll, kettő közülük Arica városában, egy pedig tőle körülbelül száz kilométerre délre helyezkedik el. A helyeken annak a tengeri vadászó-gyűjtögető kultúrának (Chinchorro-kultúra) emlékei találhatók meg amely az Atacama-sivatag északi részén, Chile legészakibb partvidékénél létezett körülbelül i. e. 5450 és i. e. 890 között. A helyszínen tárták fel az emberi mumifikálás legkorábbi emlékeit olyan temetőkben ahol egyaránt találtak mesterségesen mumifikált, illetve a száraz éghajlat következtében természetes módon megmaradt testeket. Idővel a chinchorro-k egyre bonyolult temetési szertartásokat végeztek amelyek során a halottaikat feldarabolták majd mumifikálás után újra összeillesztették a testeket. A maradványok lefedik a társadalom egészét, férfiakat, nőket és gyerekeket is mumifikáltak. Ezek a „tartósított” testek bizonyos fokú szobrászati és esztétikai értéket is képviselnek és bizonyítják, hogy a halottak mennyire fontos szerepet töltöttek be a chinchorro társadalomban. A lelőhelyeken kőből és növényi anyagokból készült szerszámokat, csontból és kagylóhéjból készült egyszerűbb eszközöket is feltártak amik lehetővé tették a tengeri eredetű erőforrások intenzív felhasználását. |                                           |

## Elhelyezkedésük
| Chiloé fatemplomai Valparaíso Humberstone és Santa Laura Salétrom Művek Sewell Qhapac Ñan Chinchorro-kultúra | Rapa Nui Nemzeti Park, Húsvét-szigetek |